# Hiper/Chimera
Hiper/Chimera – album studyjny polskiego producenta muzycznego Donatana i piosenkarki Cleo, wydany 7 listopada 2014 przez wytwórnię Urban Rec w dystrybucji My Music.

## Informacje o albumie
Wydawnictwo składa się z dwóch płyt CD, na każdej umieszczono po szesnaście utworów. Druga płyta zawarła instrumentalne wersje utworów z pierwszego nośnika. Za warstwę tekstową na albumie odpowiadała Cleo z udziałem zaproszonych gości, a muzyką i produkcją zajął się Donatan. Miksowanie i mastering nagrań wykonał Jarosław Baran. W nagraniu kilku utworów gościnny udział wzięli: Enej, Kamil Bednarek, Waldemar Kasta, Miuosh i Sitek.

## Sprzedaż
Dwa dni przed premierą, czyli 5 listopada 2014, ZPAV przyznał albumowi certyfikat złotej płyty za sprzedaż przekraczającą próg 15 tysięcy egzemplarzy. Płyta znalazła się na 1. miejscu na polskiej liście sprzedaży OLiS. We wrześniu 2016 sprzedaż albumu przekroczyła liczbę 90 tysięcy i wydawnictwo uzyskało status potrójnej platynowej płyty.
W czerwcu 2015 Hiper/Chimera otrzymała SuperJedynkę w kategorii SuperAlbum.

### Pozycja na liście sprzedaży
| Kraj   | Lista sprzedaży (2024)    | Najwyższa pozycja | Certyfikat       | Sprzedaż |
| ------ | ------------------------- | ----------------- | ---------------- | -------- |
| Polska | Oficjalna Lista Sprzedaży | 1                 | diamentowa płyta | 150 000+ |

## Single
Pierwszym singlem promującym album był utwór „My Słowianie”, wydany 4 listopada 2013. 23 kwietnia 2014 ukazał się drugi singel „Cicha woda” z udziałem rapera Sitka. Trzeci, anglojęzyczny singel „Slavica” został wydany 14 maja. 2 września premierę miał czwarty singel „Ten czas”, w którym zaśpiewał wykonawca muzyki reggae Kamil Bednarek. Również we wrześniu ukazał się kolejny singel „Brać” z udziałem zespołu Enej. 10 listopada wydany został następny singel „Sztorm”. Ostatnim singlem promujący album był utwór „B.I.T” z gościnnym udziałem Waldemara Kastay, teledysk do piosenki ukazał się 2 marca 2015.

### Pozycje na listach airplay
| Rok                                                      | Tytuł                             | Najwyższe pozycje na listach | Najwyższe pozycje na listach | Najwyższe pozycje na listach |
| Rok                                                      | Tytuł                             | POL (airplay)                | POL (airplay nowości)        | POL (airplay TV)             |
| -------------------------------------------------------- | --------------------------------- | ---------------------------- | ---------------------------- | ---------------------------- |
| 2013                                                     | „My Słowianie”                    | 2                            | 2                            | 1                            |
| 2014                                                     | „Cicha woda” (feat. Sitek)        | 11                           | 1                            | –                            |
| 2014                                                     | „Slavica”                         | –                            | –                            | –                            |
| 2014                                                     | „Ten czas” (feat. Kamil Bednarek) | –                            | –                            | –                            |
| 2014                                                     | „Brać” (feat. Enej)               | –                            | 1                            | –                            |
| 2014                                                     | „Sztorm”                          | –                            | –                            | –                            |
| 2015                                                     | „B.I.T” (feat. Waldemar Kasta)    | –                            | –                            | –                            |
| „–” oznacza, że singel nie był notowany na danej liście. |                                   |                              |                              |                              |

## Odbiór
Album spotkał się z niejednoznacznym odbiorem wśród recenzentów. Marcin Flint w swej recenzji na łamach Interia.pl napisał: „(...) wydaje mi się, że mało obyty odbiorca wystraszy się części tych aranżacji, a melodie, jak na popowe realia, zbyt szybko wypadają z ucha. Funkujący „Tłusty czarny kot” czy ciesząca ucho dobrym groove'em „Vinylova” daje bowiem znać, jaki album mogłaby nagrać ta dwójka, gdyby nie miał zweryfikować ich rynek, gdyby nagrywali wyłącznie dla przyjemności”.
Natomiast publicysta Onet.pl Rafał Skrzeczka podkreślił iż Cleo: „Śpiewa świetnie, ma mocny głos i różnie go wykorzystuje (...), ale problemem jest u niej dykcja. W hołdzie dla R&B „Vinylova” zapewnia wprawdzie o swej miłości do czarnych brzmień, ale trudno oprzeć się wrażeniu, że to afro–brzmienie jej wokalu jest bardzo wymuszone, a gdyby z niego zrezygnowała, znacznie zyskałaby artykulacja”.
Z kolei dziennikarz serwisu CGM Karol Stefańczyk pochwalił Donatana za „mięsiste, nasycone brzmienie, w którym bas jest odpowiednio tłusty, smyczki dalekie od obciachu, zaś aranż zaawansowany, ale nie przeszarżowany. Za wszechstronność, kilka nieoczywistych rozwiązań, kombinacji z bębnami (...) oraz inspiracji (...). Za – w większości – zdrową przebojowość”.

## Lista utworów
Opracowane na podstawie materiału źródłowego.
CD 1
| Nr  | Tytuł                               | Tekst                                                            | Muzyka                                                     | Czas  |
| --- | ----------------------------------- | ---------------------------------------------------------------- | ---------------------------------------------------------- | ----- |
| 1.  | „Introdukcja”                       | Cleo                                                             | Donatan                                                    | 1:20  |
| 2.  | „Hiper/Chimera”                     | Cleo                                                             | Donatan                                                    | 3:21  |
| 3.  | „Brać” (feat. Enej)                 | Cleo, Donatan, Piotr Sołoducha, Mirosław Ortyński, Łukasz Kojrys | Donatan, Piotr Sołoducha, Mirosław Ortyński, Łukasz Kojrys | 3:49  |
| 4.  | „Sztorm”                            | Cleo                                                             | Donatan                                                    | 3:44  |
| 5.  | „Ten czas” (feat. Kamil Bednarek)   | Cleo, Kamil Bednarek                                             | Donatan                                                    | 3:44  |
| 6.  | „Slavica”                           | Cleo                                                             | Donatan                                                    | 3:32  |
| 7.  | „Tłusty czarny kot”                 | Cleo                                                             | Donatan                                                    | 3:00  |
| 8.  | „Cicha woda” (feat. Sitek)          | Cleo, Sitek                                                      | Donatan                                                    | 3:33  |
| 9.  | „Cofnąć czas” (feat. Miuosh)        | Cleo, Miuosh                                                     | Donatan                                                    | 3:38  |
| 10. | „My Słowianie”                      | Cleo                                                             | Donatan                                                    | 3:10  |
| 11. | „Papierowy ład”                     | Cleo                                                             | Donatan                                                    | 3:57  |
| 12. | „B.I.T” (feat. Waldemar Kasta)      | Cleo, Waldemar Kasta                                             | Donatan                                                    | 3:34  |
| 13. | „Nie pozwól” (feat. Kamil Bednarek) | Cleo, Kamil Bednarek                                             | Donatan                                                    | 3:35  |
| 14. | „Efekt motyla”                      | Cleo                                                             | Donatan                                                    | 3:33  |
| 15. | „Nie lubimy robić”                  | Borixon, Kajman                                                  | Donatan                                                    | 3:04  |
| 16. | „Vinylova”                          | Cleo                                                             | Donatan                                                    | 3:16  |
|     |                                     |                                                                  | Całkowita długość:                                         | 53:50 |

CD 2
| Nr  | Tytuł                              | Czas  |
| --- | ---------------------------------- | ----- |
| 1.  | „Introdukcja” (Instrumental)       | 1:20  |
| 2.  | „Hiper/Chimera” (Instrumental)     | 3:21  |
| 3.  | „Brać” (Instrumental)              | 3:49  |
| 4.  | „Sztorm” (Instrumental)            | 3:44  |
| 5.  | „Ten czas” (Instrumental)          | 3:44  |
| 6.  | „Slavica” (Instrumental)           | 3:32  |
| 7.  | „Tłusty czarny kot” (Instrumental) | 3:00  |
| 8.  | „Cicha woda” (Instrumental)        | 3:33  |
| 9.  | „Cofnąć czas” (Instrumental)       | 3:38  |
| 10. | „My Słowianie” (Instrumental)      | 3:10  |
| 11. | „Papierowy ład” (Instrumental)     | 3:57  |
| 12. | „B.I.T” (Instrumental)             | 3:34  |
| 13. | „Nie pozwól” (Instrumental)        | 3:35  |
| 14. | „Efekt motyla” (Instrumental)      | 3:33  |
| 15. | „Nie lubimy robić” (Instrumental)  | 3:04  |
| 16. | „Vinylova” (Instrumental)          | 3:16  |
|     | Całkowita długość:                 | 53:50 |